# Turmhügel Mangersreuth
Der Turmhügel Mangersreuth ist eine abgegangene mittelalterliche Turmhügelburg (Motte) etwa 50 Meter nördlich der Kirche in Mangersreuth, einem heutigen Gemeindeteil von Kulmbach im Landkreis  Kulmbach in Bayern.
Von der ehemaligen Mottenanlage ist noch der Turmhügel erhalten.